# 게오르크 라파엘 도너

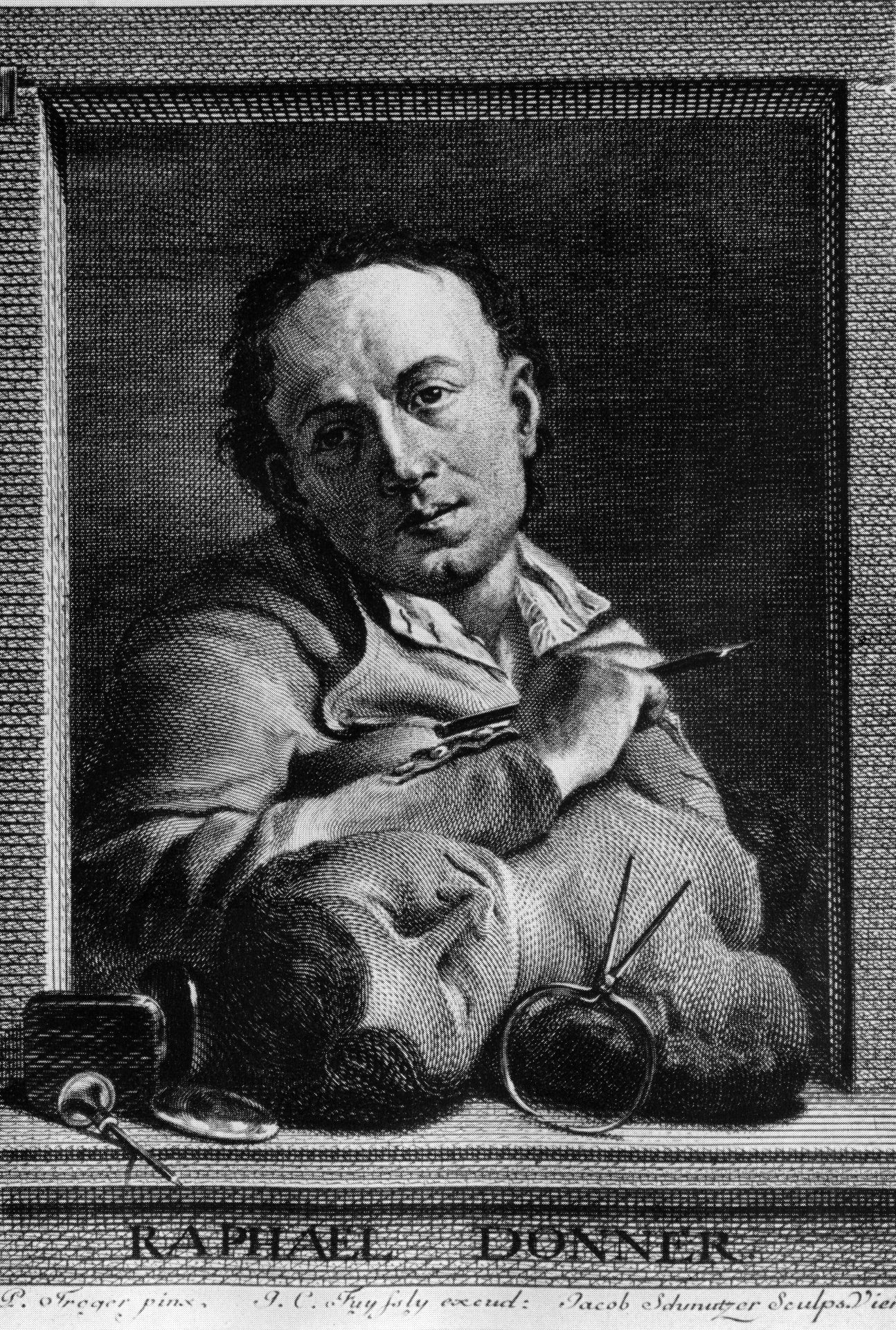
게오르크 라파엘 도너

게오르크 라파엘 도너(Georg Raphael Donner, 1693년 5월 24일 ~ 1741년 2월 15일)는 오스트리아의 조각가이다.

## 개요
18세기 전반에 고전주의적인 뛰어난 작품을 남긴 도너는 오스트리아의 빈에서 태어나 1706년경부터 빈에서 조반니 줄리아니의 제자가 되었다. 1714년부터 1715년까지 이탈리아를 여행하고, 1720년대에는 잘츠부르크에서 주로 메달 주조에 종사하였고, 1730년대에는 궁정조각가 겸 건축 감독으로서 프레스부르크에서 일하였다. 1738년 이후 빈으로 돌아와 그곳에서 사망하였다. 도너는 명료하게 분절화(分節化)되고, 치밀하게 구성된 인체표현을 하여 고전주의의 선구자로서 수십 년 후의 고전주의자들에게 열광적인 환영을 받으나, 사실 그가 애용한 둔탁한 광택을 가지는 유연한 납의 질감이 소극적이기는 하지만 유장(悠長)한 면의 기복을 낳아 동적인 바로크적 감정과는 질적으로 다른, 보다 냉정하고 합리적인 고전주의적 취향을 띠는 조각의 세계를 창출하였다.